# Stronghurst (Illinois)
Stronghurst es una villa ubicada en el condado de Henderson en el estado estadounidense de Illinois. En el censo de 2010 tenía una población de 883 habitantes. Tiene una población estimada, en 2019, de 950 habitantes.

## Geografía
Stronghurst se encuentra ubicada en las coordenadas 40°44′47″N 90°54′34″O / 40.74639, -90.90944. Según la Oficina del Censo de los Estados Unidos, Stronghurst tiene una superficie total de 2.3 km², de la cual 2.3 km² corresponden a tierra firme y (0%) 0 km² es agua.

## Demografía
Según el censo de 2010, había 883 personas residiendo en Stronghurst. La densidad de población era de 384,36 hab./km². De los 883 habitantes, Stronghurst estaba compuesto por el 98.41% blancos, el 0.34% eran afroamericanos, el 0.34% eran amerindios, el 0% eran asiáticos, el 0% eran isleños del Pacífico, el 0% eran de otras razas y el 0.91% pertenecían a dos o más razas. Del total de la población el 0.11% eran hispanos o latinos de cualquier raza.